# Lady Ellen
Lady Ellen är en tremastad bramsegelskonare med hemmahamn Skärhamn på Tjörn. Segelfartygets längd är 38,8 meter, inklusive bogsprötet en totallängd av 49,9 m samt med ett deplacement av cirka 400 ton. 
Lady Ellen kölsträcktes 1980 på Kockums varv i Malmö och riggades i Skagen i Danmark. Inredningen utfördes vid Vindövarvet på Orust, Lady Ellen färdigställdes 1982. Inredningen på fartyget byggdes om i sin helhet 2000–2002.
Fartygets skrov är byggt i 11 mm ubåtsstål, eftersom varvet hade plåt över från en option på ubåtar, som Försvarsmakten aldrig löst ut. Ur skrovet har skåror frästs, vilket efterliknar bordläggning på ett äldre träfartyg.
Förebilden till Lady Ellen är skonaren Ellen, byggd 1908 på Thurö, ett av de kända skutvarven kring Svendborg i Danmark. Även Ellen var riggad som bramsegelskonare, vilket är typiskt för de smäckra skutorna som byggdes i området kring sekelskiftet. Namnet Ellen kom från skeppsbyggmästarens dotter, som dog i unga år.
Lady Ellen konstruerades av sina ursprungliga ägare, Lars Johansson och Lars-Erik Johansson (född 1956), far och son i redarfamiljen Johansson från Skärhamn på Tjörn. Under varumärket Tradewind Yacht Design, har företaget även konstruerat yachten S/Y Baboon.
Lady Ellen har gått i charterverksamhet längs den svenska västkusten, i Norge och i Tyskland.